# Pieter Willem Botha
Pieter Willem Botha, (Paul Roux, Estat Lliure d'Orange, 12 de gener de 1916 – Wilderness, Cap Occidental, 31 d'octubre de 2006), fou primer ministre de Sud-àfrica del 1978 al 1984 i president del 1984 al 1989, quan aquest càrrec, abans només representatiu, es va dotar de poder executiu. Del 1978 al 1989 també va liderar el Partit Nacional, representatiu de la minoria afrikaans.
Tot i haver-se oposat amb fermesa a cedir el poder a la majoria negra, així com a l'ascens del comunisme, el seu govern va fer algunes concessions envers la reforma política, a causa de les protestes en defensa dels Drets Humans. Botha va deixar el lideratge del partit el febrer del 1989, després de patir un atac de cor lleu, i sis mesos després fou obligat pel seu partit a dimitir també com a president.
Va fer campanya pel no al referèndum que va convocar el president Frederik Willem de Klerk el 1992 sobre el procés constituent que portaria a l'abolició de l'apartheid, i va denunciar el govern per irresponsable. A principis del 1998, quan es va negar a declarar davant la 'Comissió per la veritat i la reconciliació' creada pel govern de Mandela, va rebre el suport del Partit Conservador, que se li havia enfrontat quan era ell qui governava. Al final del 1998 fou condemnat a presó, però la pena fou suspesa i substituïda per una multa. Quan va morir, el govern es va oferir a fer-li un funeral d'estat, tot i que la família ho va refusar.
Botha no era família de Roelof Frederik "Pik" Botha, el seu ministre d'Afers Exteriors.